# Cuneo (provins)
Cuneo är en provins i regionen Piemonte i Italien. Cuneo är huvudort i provinsen. Provinsen etablerades i Kungariket Sardinien 1859. Efter Turinfordraget 1860 tillkom Briga och Tenda från provinsen Nice som tillföll Frankrike. Efter andra världskriget lämnades kommunerna Tenda med Vievola, San Dalmazzo di Tenda och Briga Marittima samt  några byar i kommunerna Vinadio och Valdieri till Frankrike i Parisfördraget 1947.

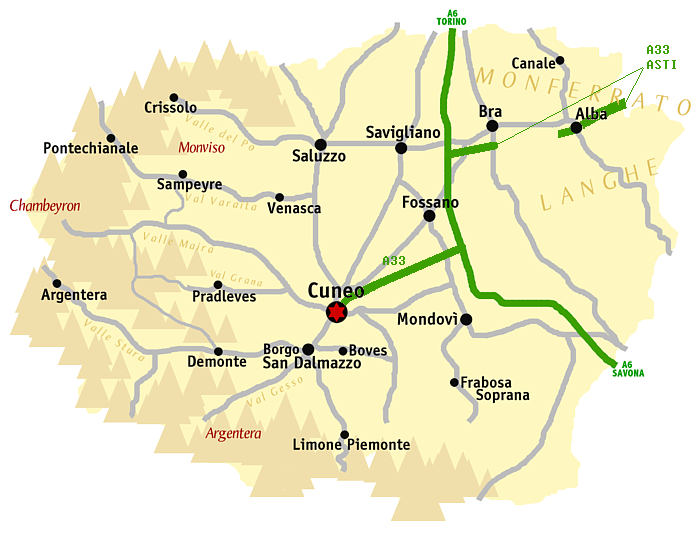
Karta över provinsen

## Administrativ indelning
Provinsen Cuneo är indelad i 247 comuni (kommuner). Alla kommuner finns i lista över kommuner i provinsen Cuneo.
| Datum          | Ny kommun           | Kommuner som upphörde |
| -------------- | ------------------- | --------------------- |
| 1 januari 2019 | Busca               | Valmala uppgick i     |
| 1 januari 2019 | Santo Stefano Belbo | Camo uppgick i        |
| 1 januari 2019 | Saluzzo             | Castellar uppgick i   |

## Geografi
Provinsen Cuneo gränsar:
- i norr mot provinsen Torino
- i öst mot provinsen Asti
- i syd mot provinserna Imperia och Savona
- i väst mot Frankrike (departementen Alpes-Maritimes och Alpes-de-Haute-Provence)